# Magnolia figo
Magnolia figo är en magnoliaväxtart som först beskrevs av João de Loureiro, och fick sitt nu gällande namn av Dc. Magnolia figo ingår i släktet Magnolia och familjen magnoliaväxter.

## Underarter
Arten delas in i följande underarter:
- M. f. crassipes
- M. f. figo
- M. f. skinneriana

## Bildgalleri

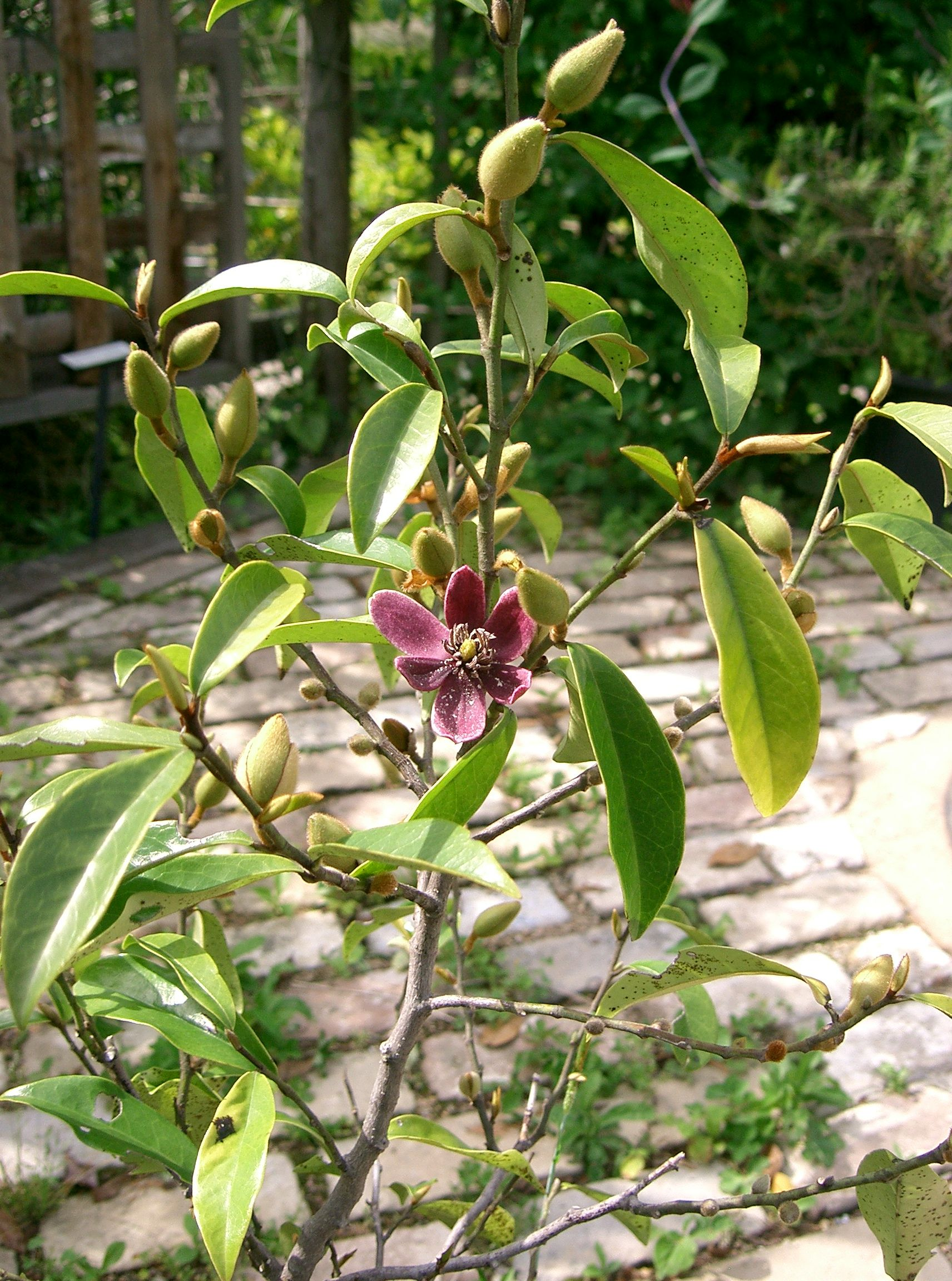
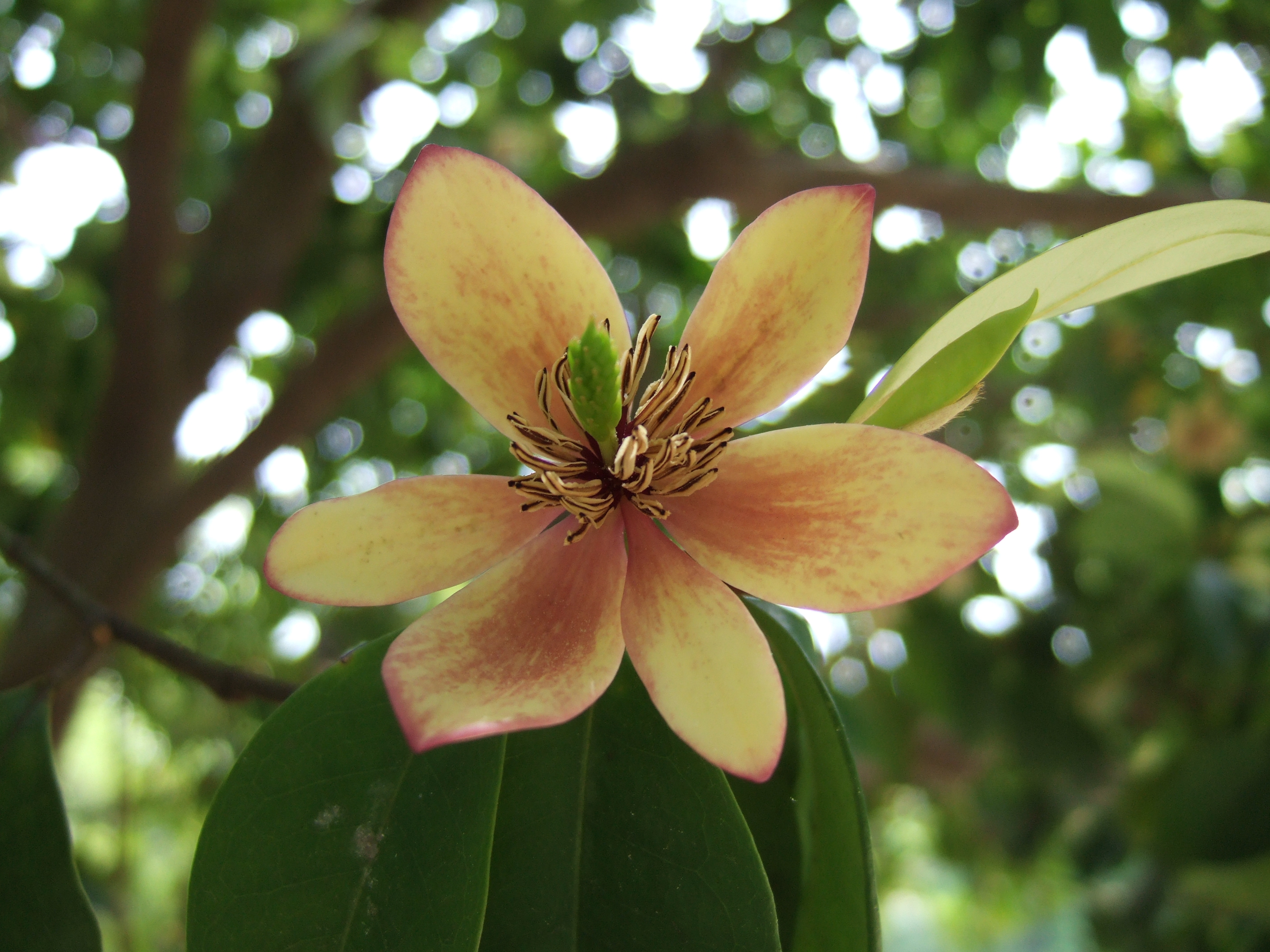
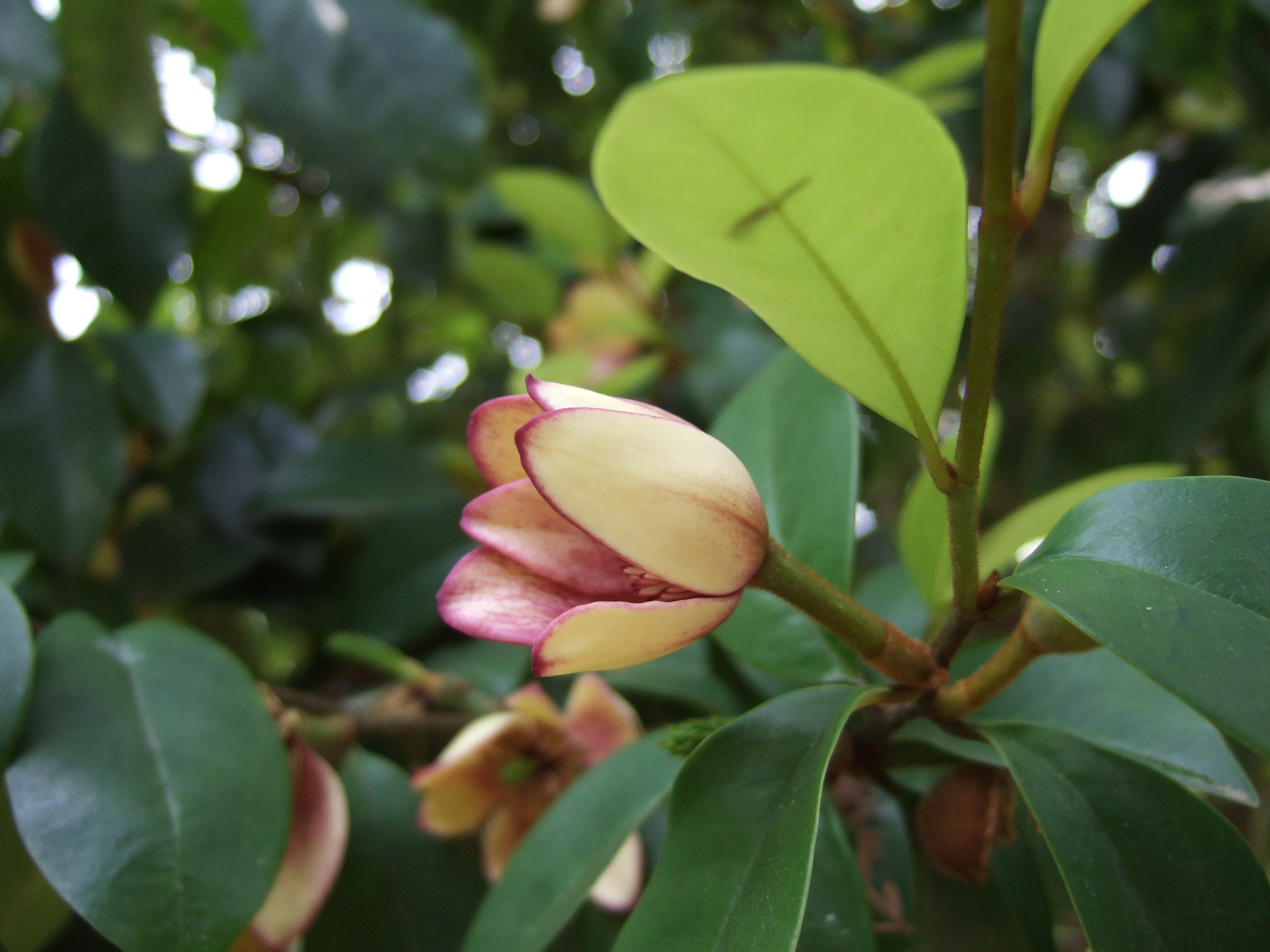
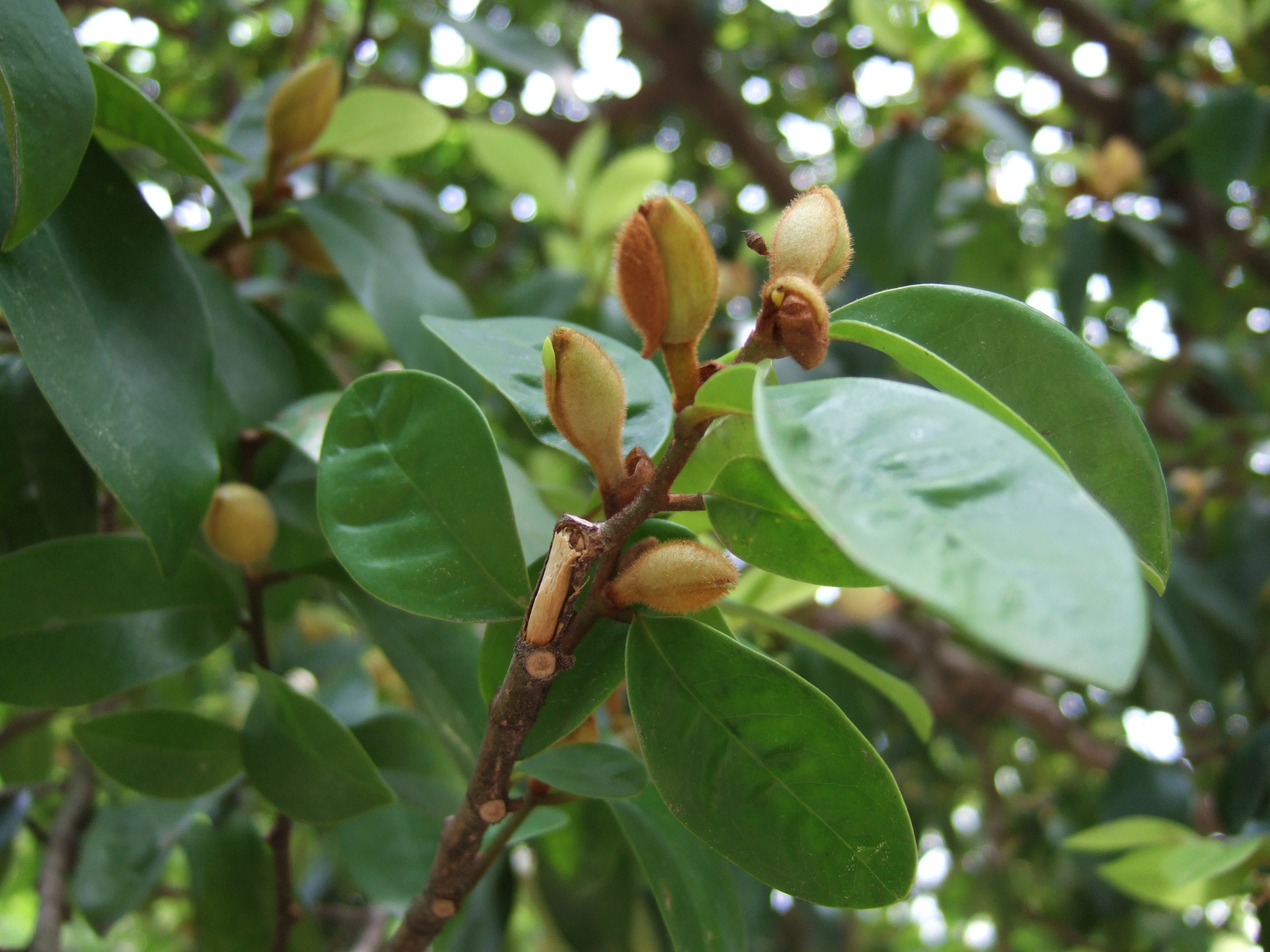
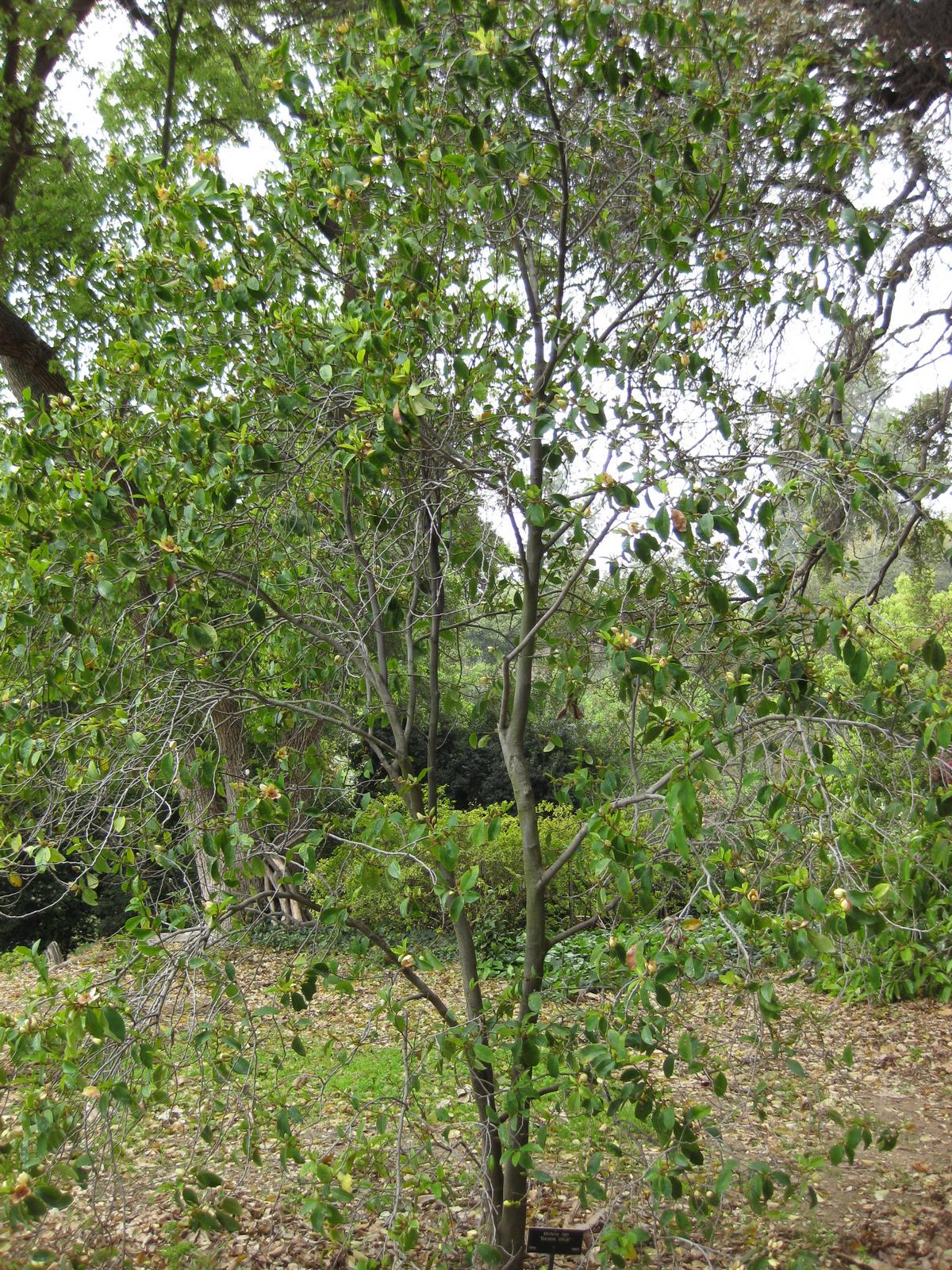
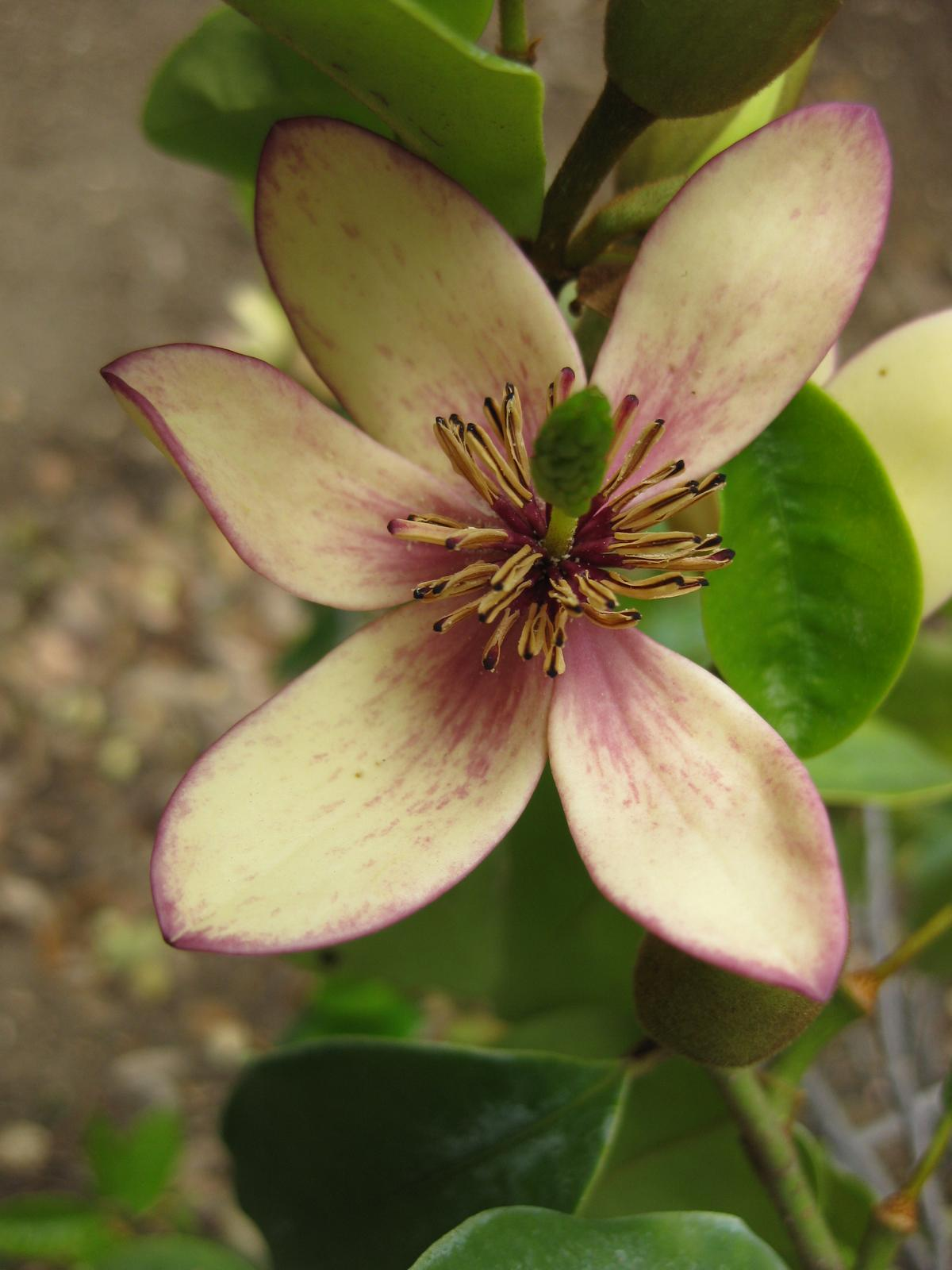